# آلن هاردی
آلن هاردی (انگلیسی: Allen Hardy؛ 1873 – ۱۹۵۰ (۷۶−۷۷ سال)) بازیکن فوتبال اهل بریتانیا بود.
از باشگاه‌هایی که در آن بازی کرده‌است می‌توان به باشگاه فوتبال بلکبرن روورز اشاره کرد.